# Terra de George V

Localização da Terra de George V

A Terra de George V é um segmento de parte da terra da Antártida reivindicada como parte do Território Antártico Australiano, no interior da Costa de George V. Tal como com outros segmentos da Antártida, é definida por duas linhas de longitude, 142°02' E e 153°45' E (Cabo Hudson), e pelo paralelo 60°S. Foi explorada pela Expedição Antártica Australo-Asiática (1911-14) sob Douglas Mawson, que a batizou em homenagem ao rei Jorge V do Reino Unido.